# グロリア・コールマン
グロリア・コールマン（Gloria Coleman、1931年 - 2010年2月18日）は、アメリカのミュージシャン。
コールマンはベース、ピアノ、そしてオルガンを演奏した。ジャズ・オルガン奏者として2枚のアルバムをリリース。最初のアルバムは、インパルス!レコード・レーベルのグロリア・コールマン・カルテットによる『Soul Sisters』。ドラマーのポーラ・ロバーツ、レオ・ライト、グラント・グリーンが参加。プロデュースはボブ・シール。2枚目のアルバムには、レイ・コープランド、ディック・グリフィス、ジェームズ・アンダーソン、アール・ダンバー、チャーリー・デイヴィスが参加した。
コールマンは、ボビー・ハンフリーやアーネスティン・アンダーソンなどのために多くの曲を書いた。
コールマンはサックス奏者のジョージ・コールマンと結婚。2人は、2人の子どもをもうけた後に離婚している。2010年2月18日に死去。

## ディスコグラフィ

### リーダー・アルバム
- Soul Sisters (1963年、Impulse!) ※with ポーラ・ロバーツ
- 『シングス・アンド・スウィングス・オルガン』 - Sings And Swings Organ (1965年、Mainstream)
- Sweet Missy (2007年、Doodlin')

### 参加アルバム
レオ・ライト
- 『ソウル・トーク』 - Soul Talk (1970年、Vortex) ※1963年録音

ハンク・クロフォード
- Groove Master (1990年、Milestone)

ナット・シンプキンズ
- Cookin' with Some Barbecue (1994年、Muse)